# 萨佩扎尔
萨佩扎尔是巴西马托格罗索州的一个市镇。总面积13597.506平方公里，总人口14254人，人口密度1人/平方公里。